# Kauhaselkä (sjö i Virdois, Birkaland)
Kauhaselkä är en sjö i kommunen Virdois i landskapet Birkaland i Finland. Sjön ligger 96,5 meter över havet. Den är 19 meter djup. Arean är 56 hektar och strandlinjen är 8,53 kilometer lång. Sjön  ingår i Kumo älvs huvudavrinningsområde.   Den ligger omkring 78 km norr om Tammerfors och omkring 230 km norr om Helsingfors. 
I sjön finns ön Talassaari. Kauhaselkä ligger nordöst om Hauhuunselkä. 